# عبد الواحد براهم
عبد الواحد براهم (مواليد 5 أغسطس 1933 في بنزرت، تونس) هو كاتب تونسي.

## دراسته
تلقى تعليمه الابتدائي بمدينة بنزرت، ودرس المرحلة الثانوية في تونس العاصمة، وحصل من جامعة الزيتونة على شهادة التحصيل عام 1952.

## مسيرته العملية
عمل بسلك التعليم، كما عمل مديرًا لدار الثقافة ببنزرت عام 1968، ثم عمل ملحقًا بوزارة الثقافة عام 1969. وسكرتير تحرير مجلة «الفكر» بين عامي 1972 و1978. ثم انتقل إلى المنظمة العربية للتربية والثقافة والعلوم لمدة عامين. وفي قطاع النشر، أنشأ مكتب المنشورات الجامعية. وعمل مديرًا للنشر بمؤسسة عبد الكريم بن عبد الله، وعُيّن رئيسًا لمصلحة النشر بالشركة التونسية للتوزيع عام 1971، وشغل منصب رئيس اتحاد الناشرين التونسيين، وهو أحد مؤسس نادي القصة بتونس.

## مؤلفاته
- "سيدي بوغرارة (قصة للأطفال)، 1968
- «في بلاد كسرى»، 1971[6]
- «ظلال على الأرض» (مجموعة قصصية)، 1973[7]
- «مربعات بلاستيك» (مجموعة قصصية)، 1976[8]
- «حب الزمن المجنون» (رواية)، 2001[9]
- «قبة آخر زمان» (رواية)، 2003[10]
- «بحر هادئ، سماء زرقاء» (رواية)، 2004[11]
- «عاليسة» (سيناريو)، 2004[12]
- «ابن الجزّار طبيب القيروان» (كتاب للشباب)، 2004
- «غاندي يروي قصة حياته» (كتاب للشباب)، 2005
- «تغريبة أحمد الحجري» (رواية)، 2006[13][14]
- «أصوات قرطاج» (مسرحية شعرية)، 2008[15]
- «هل صحيح أننا قمنا بثورة؟»، 2013[16]
- «ثلاثية الأندلس: قصص إنسانية في خضم الصراع بين الحضارات»، 2015[17]
- «المشعوذون» (رواية)، 2016[18]
- «مرايا متناظرة: قاموس ذكريات»، 2016[19]

## جوائز وتكريمات
- وسام الجمهورية، 1978[4][20]
- جائزة كومار الخاصة بلجنة التحكيم، عن رواية «حب الزمن المجنون»، 2001[2][4][21]
- جائزة المدينة الأولى للرواية، عن رواية «قبّة آخر الزمان»، 2002[2][4]
- جائزة كومار التقديرية، عن رواية «تغريبة أحمد الحجري»، 2006[2][4]
- جائزة البنك العربي لتونس «مصطفى عزوز لأدب الطفل»، الجائزة الثانية، عن قصة «وتستمر الحياة»، 2012[2]